# ناتاشا کلاوس
ناتاشا کلاوس (انگلیسی: Natasha Klauss؛ زادهٔ ۲۵ ژوئن ۱۹۷۵) بازیگر اهل کلمبیا است.